# Reserve Bank of Vanuatu
Reserve Bank of Vanuatu (RBV) är Vanuatus centralbank. Banken grundades den 1 januari 1981 fem månader efter att Vanuatu blev en självständig stat och har huvudkontoret i Port Vila.